# Enric Sullà i Àlvarez
Enric Sullà i Àlvarez (Barcelona, 1950) és un filòleg i escriptor català. Llicenciat en Filologia Catalana, ha estat professor de català a Birmingham i a Montreal. Formà part des de la seva fundació de l'equip de redacció d'Els Marges, i participà en la redacció del manifest Una nació sense estat, un poble sense llengua? També ha col·laborat a Serra d'Or, Vida Hispànica, Avui, L'Avenç, Reduccions, Randa, Llengua & Literatura, Faig, Destino i al Blog de l'Escola de Llibreria. Des del 2008 és catedràtic de Teoria de la Literatura i Literatura Comparada a la Universitat Autònoma de Barcelona. També és membre de l'Associació Internacional de Llengua i Literatura Catalanes.

## Obres
- La poesia de Carles Riba, 1935-1946. Tesi doctoral, publicada en microfitxes el 1988. Premi literari de l'IEC.
- Lectura de les "Elegies de Bierville" de Carles Riba. Barcelona: Quaderns Crema, 1990.
- Una interpretació de les "Elegies de Bierville" de Carles Riba. Barcelona: Empúries, 1993.
- Introducció a la teoria de la literatura (amb Joan Abellan, Pere Ballart Fernández). Manresa: Angle, 1997.